# Benjamin Morrell
Benjamin Morrell (Rye, Nova York, 5 de juliol de 1795 – Moçambic, 1839) fou un navegant i explorador estatunidenc.
Morrell va fer quatre viatges importants, especialment en l'oceà Antàrtic i les costes de l'oceà Pacífic. En 1832, Morrell va escriure "A Narrative of Four Voyages", una llibre que relatava les experiències viscudes en els seus quatre viatges.
Morrell es va fer famós per les històries narrades sobre els seus viatges, pel fet que la majoria d'aquestes eren falses.
Tot i haver estat un mentider en la històries sobre els seus viatges, en el seu honor, l'Illa Morrell (actualment coneguda com a "Illa Thule") porta el seu nom.